# Маркус Маттссон
Маркус Райнер Маттссон (фін. Markus Rainer Mattsson; народився 3 липня 1957 у м. Нокіа, Фінляндія) — фінський хокеїст, воротар. 
Вихованець хокейної школи «Ільвес» (Тампере). Виступав за «Ільвес» (Тампере), «Квебек Нордікс», «Вінніпег Джетс», «Тулса Ойлерс» (CHL), «Міннесота Норз-Старс», «Лос-Анджелес Кінгс», «Біст-оф-Нью-Гевен» (АХЛ), «Таппара» (Тампере).
У складі національної збірної Фінляндії провів 45 матчів; учасник чемпіонату світу 1976, учасник Кубка Канади 1976 і 1981. У складі юніорської збірної Фінляндії учасник чемпіонатів Європи 1974 і 1976.
Володар Кубка Авко (1978, 1979). Чемпіон Фінляндії (1986, 1987).